# كيم هان-بن
كيم هان-بن (هانغل: 김한빈) هو لاعب كرة قدم كوري جنوبي في مركز الدفاع، ولد في 31 مارس 1991 في كوريا الجنوبية. لعب مع إنتشون يونايتد.

## وصلات خارجية
- كيم هان-بن على موقع دوري كوريا الجنوبية (الإنجليزية)
- كيم هان-بن على موقع قاعدة بيانات كرة القدم.إي يو (الإنجليزية)
- كيم هان-بن على موقع Soccerway.com (الإنجليزية)